# Лангель, Николай Андреевич
Николай Андреевич Лангель (1794 год — 30 июня, 1853 год) — российский военный и государственный деятель. Сын эстляндского губернатора Андреаса фон Лангеля (ок. 1744—1808).

## Биография
Актуариус Коллегии иностранных дел (1809). Участник Отечественной войны (1812) и войны с Наполеоном 1813—1815 гг. Юнкер (1812), корнет (1812), подпоручик (1813) и поручик (1817) лейб-гвардии Конного полка.
Кавалер орденов Святого Владимира и Святой Анны IV степени, прусского Железного Креста (14.08.1813) и золотого оружия «За храбрость» (13.03.1814).
Ротмистр (1823) и полковник (1825) лейб-гвардии Кирасирского Его Императорского Высочества Наследника-Цесаревича полка. С 1830 командир лейб-гвардии Уланского Его Императорского Высочества Наследника-Цесаревича полка, вместе с которым в 1831 участвовал в Польском походе.
Генерал-майор и командир 2-й бригады 2-й Уланской дивизии (1833), генерал-лейтенант и командир 2-й Уланской дивизии (1844) и запасными эскадронами 1-го резервного кавалерийского корпуса (1846). Кавалер ордена Святого Георгия IV степени за 25-летнюю выслугу в офицерских чинах (29.11.1837).
- 18.12.1846 — 10.04.1853 — воронежский губернатор, в его правление в Воронеже разразилась холерная эпидемия (1847).
- 10.04.1853 — 30.06.1853 — костромской военный и гражданский губернатор.

Умер 30 июня 1853 года, похоронен в Ипатьевском монастыре. Был женат (овдовел), но детей не было.